# Fazer

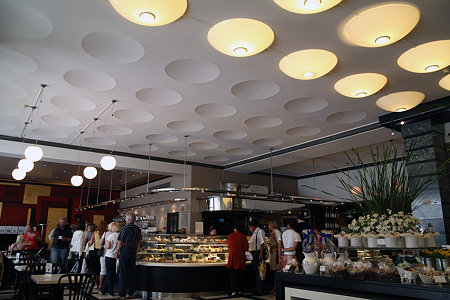
Fazers kafé på Glogatan i Helsingfors.

Fazerbolagen är en finländsk livsmedelskoncern med Oy Karl Fazer Ab som moderbolag. Företagets omsättning uppgick 2022 till 1 122,2 miljoner euro och 2022 var antalet anställda 6 235. Fazer är ett internationellt familjeägt företag som tillverkar bageri-, konfektyr-, kex- och spannmålsprodukter samt driver kaféer. Det driver verksamhet i åtta länder och exporterar till över 40 länder.

## Historik
Företaget grundades 1891, då konditorn Karl Fazer öppnade ett fransk-ryskt konditori på Glogatan 3 i Helsingfors. Konditoriet finns fortfarande i Fazerhus på Glogatan som byggdes 1928–1930.
År 1958 förvärvades Oululainen och 1975 Mazetti. Karl Fazer AB i Sverige grundades 1967. År 2002 förvärvade Fazer Bageri AB tunnbrödsbageriet Lövångerbröd och blev 2008 Sveriges näst största bageri genom förvärvet av Lantmännen Färskbröd.

### Verksamhet

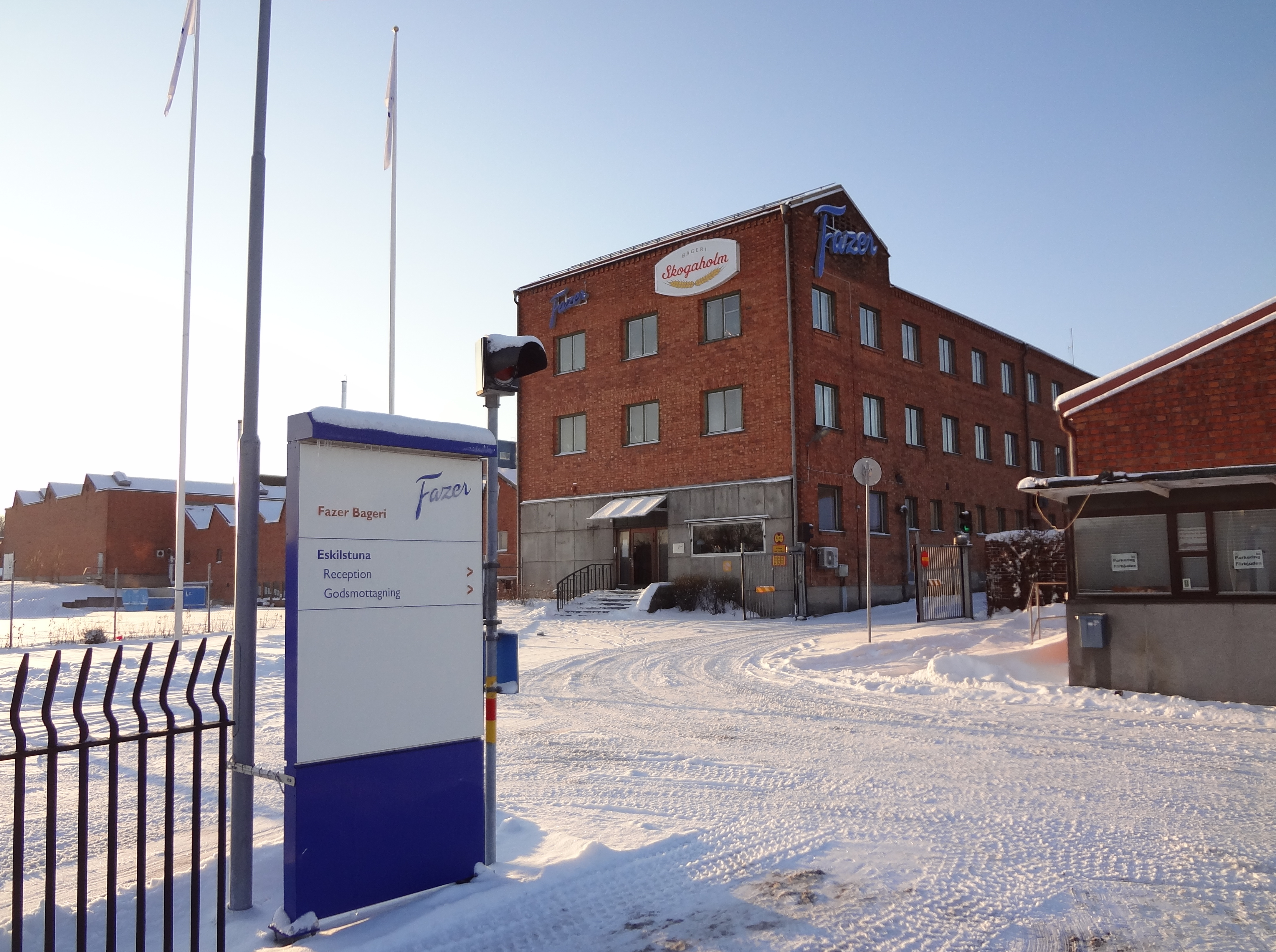
Skogaholm-Fazer i Eskilstuna.

Fazers verksamhet sker i tre affärsområden och -enheter:
- Fazer Bageri
- Fazer Konfektyr
- Fazer Lifestyle Foods

### Cloetta Fazer
Fazer och Cloetta fusionerades 2000 till Cloetta Fazer AB. 2008 splittrades Cloetta och Fazer konfektyr på grund av ägarnas olika syn på hur företaget skulle utvecklas.

## Varumärken i urval

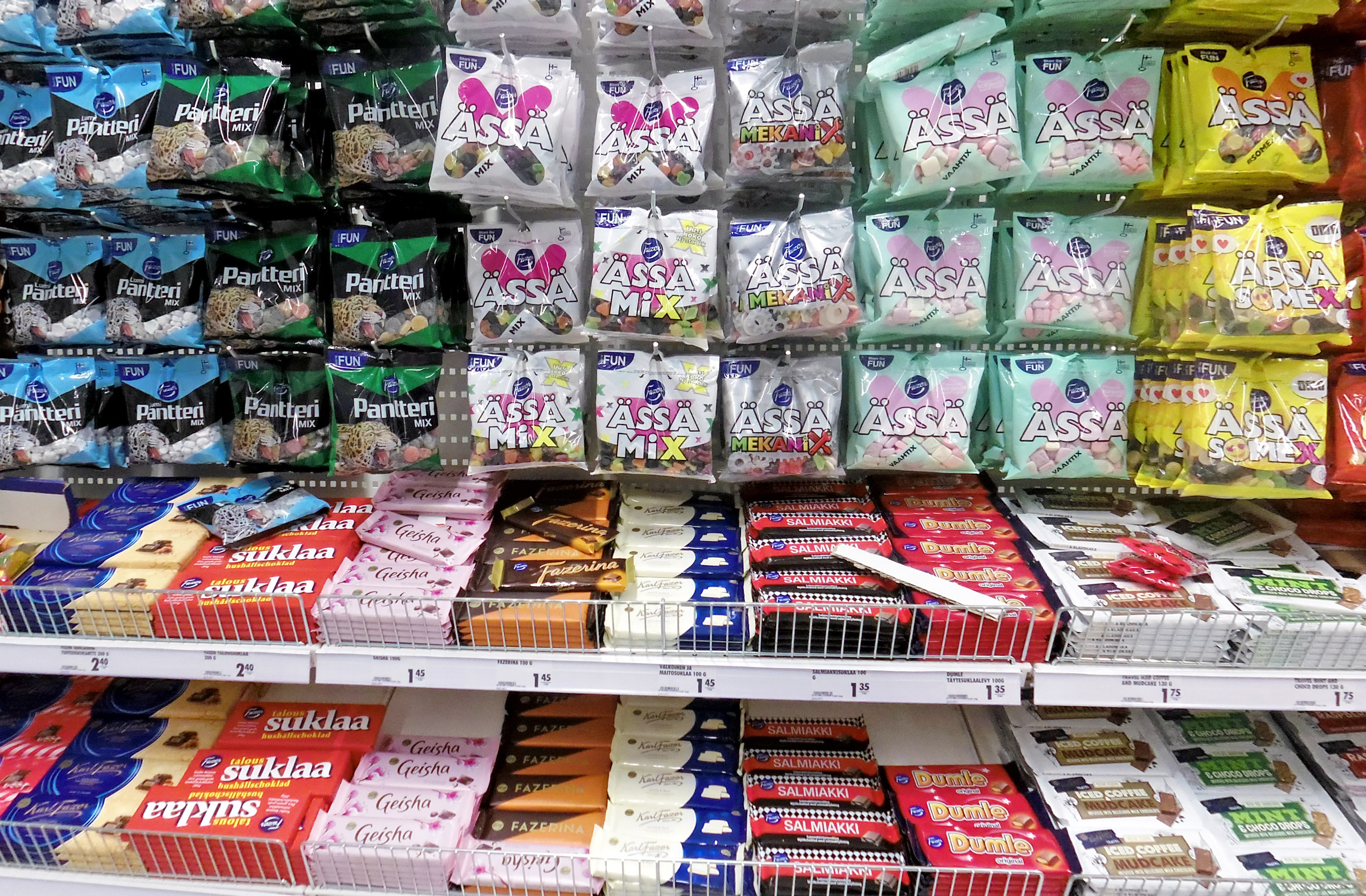
Godisprodukter från Fazer i en butikshylla i Finland.

- Bageri Skogaholm
- Dumle
- Geisha
- Karl Fazer
- Kina
- Marianne
- Palle Kuling
- Salta katten
- Turkisk peppar
- Tutti Frutti
- Ögon
- Fazerina
- Frebaco Kvarn
- Froosh